# The Tunnel - Trappola nel buio
The Tunnel - Trappola nel buio  (Tunnelen) è un film del 2019 diretto da Pål Øie.

## Trama
Stein ha lasciato il corpo dei Vigili del fuoco per stare vicino alla figlia Elisa, dopo la morte della moglie. Un giorno Stein viene richiamato in servizio a causa di un incidente occorso sotto a un tunnel che provoca decine di morti. Proprio Elisa gli sarà di grande aiuto e i due si riconcilieranno sulla tomba della moglie/madre.